# 松浦川
松浦川（まつうらがわ）は、佐賀県北部を流れる松浦川水系の本流で一級河川。

## 地理
武雄市北西部の黒髪山（標高516m）の北、青螺山（標高618m）に発し、伊万里市東部で筑肥線を添わせつつ北へ流れる。唐津市相知町で厳木川と、同市養母田で徳須恵川と合流。唐津市市街地で川幅を広げ、唐津湾に注ぐ。河口の西に唐津城が聳える。

## 名称の由来
「松浦郡」の郡名に由来する。
「松浦」は現在「まつうら」と読むが、『万葉集』では「麻通羅」や「麻都良」とし、古代では「まつら」と呼ばれていた事がわかる。弥生時代には「末盧国」として『魏志倭人伝』に記載されていたため、当時の土地名が「まつろ」だとされた。「まつら」とは、『古事記』『日本書紀』『肥前国風土記』で神功皇后の三韓征伐の時に、ここの川で釣ったアユを見て「珍しき物」と言った説話と関連づけて「梅豆羅国」（めずらのくに）とされ、のちに転訛して「松浦」となった説もある。

## 歴史
戦国時代、現在の唐津市周辺には松浦川と波多川（現在の徳須恵川）の二つの川があり、松浦川は厳木方面から流れて鏡地区を通り、現在虹ノ松原駅がある場所に河口があった。波多川は伊万里方面から流れてきて現在の和多田地区を通り、満島山の西側を通って唐津湾に注いでいた。西暦1600年頃、豊臣秀吉の命令によって唐津地方を統治することとなった寺沢広高が、満島山の山頂に城を築いた。この時に満島山の東側を掘って波多川河口とし、元の波多川河口を埋め立てて城下町を形成した。そして更に、度々氾濫を起こしていた松浦川と波多川を一本化し、堤防を築いた。この際に松浦川と波多川の中間にあった荒地を掘って川の一部とし、鏡地区の松浦川と和多田地区の波多川の一部を埋め立てた。これによって二つの川は一本化され、松浦川となり、和多田地区と鏡･久里地区に新田が開発された。

## 支川
河川法(旧法：明治二十九年法律第七十一号)第四条第一項の規定により河川法適用河川松浦川の支川として昭和三十六年七月十八日次のとおり認定した。
| 河川名               | 左岸認定区間                                                               | 右岸認定区間                                                               | 延長（ｍ） |
| -------------------- | -------------------------------------------------------------------------- | -------------------------------------------------------------------------- | ---------- |
| 半田川               | 唐津市大字鏡子生駒二六四七番地地先から松浦川合流点まで                     | 唐津市大字鏡、字才三町二五四一番地の一地先から松浦川合流点まで             | 880        |
| 徳須恵川             | 東松浦郡北波多村大字徳須恵、字上徳須恵一二五四番地地先から松浦川合流点まで | 東松浦郡北波多村大字稗田、字何田二二八六番地から松浦川合流点まで           | 5,830      |
| 徳須恵川支川：山田川 | 唐津市大字千々賀、字甘木二三九二番地の一地先から徳須恵川合流点まで         | 唐津市大字千々賀、字甘木二四〇九番地地先から徳須恵川合流点まで             | 700        |
| 徳須恵川支川：田中川 | 東松浦郡北波多村大字山彦、字大坪二一六四番地の地先から徳須恵川合流点まで   | 東松浦郡北波多村大字山彦、字大坪二一六〇番地の二地先から徳須恵川合流点まで | 1,200      |
| 厳木川               | 東松浦郡厳木町大字木、字平畑四一二番地地先から松浦川合流点まで             | 東松浦郡相知町大字町切、字馬谷五五七番地の二地先から松浦川合流点まで       | 6,900      |

## 流域の自治体
佐賀県
武雄市、伊万里市、唐津市

## 並行する交通

### 鉄道

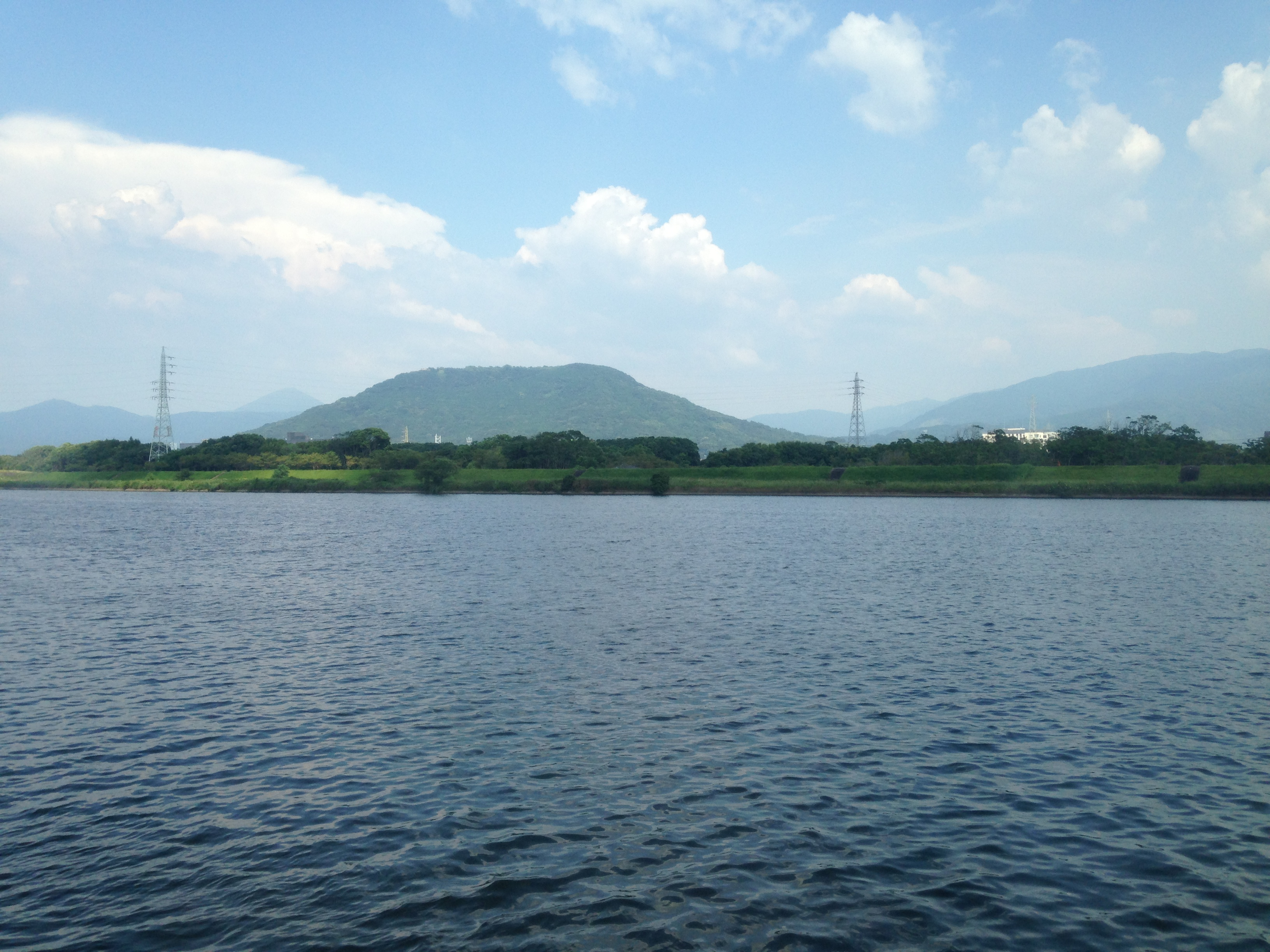
鬼塚駅に停車中の唐津線列車内から望む松浦川と鏡山

- JR九州
  - 筑肥線、唐津線

### 道路
- 国道202号
- 国道203号
- 佐賀県道38号相知山内線

## 流域の観光地
- 唐津城（佐賀県唐津市東城内）